# Conseil supérieur de l'éducation aux médias
 (avril 2015).
 (juin 2017).
Si vous disposez d'ouvrages ou d'articles de référence ou si vous connaissez des sites web de qualité traitant du thème abordé ici, merci de compléter l'article en donnant les références utiles à sa vérifiabilité et en les liant à la section « Notes et références ».
Le Conseil supérieur de l'éducation aux médias (CSEM) a été créé par le Décret le 5 juin 2008 qui lui définit ses missions et priorités. Il a pour but de développer l'éducation aux médias tant dans le secteur scolaire que dans le secteur de l'éducation permanente et ce, tout au long de la vie.  
En Belgique, les matières relatives à l'enseignement, la culture, la jeunesse, les médias étant de la compétences des Communautés, le CSEM est placé sous l'autorité du Ministère et du Gouvernement de la Fédération Wallonie-Bruxelles (anciennement la Communauté française).

## Organisation
Le Conseil supérieur de l'éducation aux médias de la Fédération Wallonie-Bruxelles a été institué par le Décret du 5 juin 2008 et officiellement mis en œuvre le 2 juillet 2009.
Il est constitué d'un président, d'un vice président, d'un secrétaire et d'une centaine de membres effectifs et suppléants issus des secteurs de la formation, de l'éducation, des médias, de la communication sociale, de la jeunesse, de l'éducation permanente…

## Partenaires
Pour mener à bien toutes ses missions, le CSEM collabore avec trois centres de ressources en éducation aux médias : le Centre audiovisuel de Liège asbl (CAV-L), Media Animation asbl et le Centre d'Autoformation et de Formation continuée de la Fédération Wallonie-Bruxelles (le CAF Tihange) ; ainsi que sur la présence active de nombreux opérateurs et partenaires.  

## Historique
En mai 1993, le Ministre compétent à la fois pour l'Éducation et l'Audiovisuel charge Robert Wangermée, ancien Administrateur général de la RTBF, de constituer un Groupe de Réflexion réunissant des spécialistes en matières d'éducation, de médias et de communication sociale. Un an plus tard, en mai 1994, le Groupe de Réflexion remet au Gouvernement un rapport intitulé L'Éducation à l'Audiovisuel et aux Médias communément appelé Rapport Wangermée. Ce document fondateur sert de base à la création en 1995 du Conseil de l'Éducation aux Médias (CEM). 
En 2006, le Gouvernement de la Communauté française charge le CEM d'élaborer un décret visant à créer un Conseil supérieur de l'éducation aux médias, l'objectif étant de pérenniser non seulement le travail accompli par le CEM durant toutes ces années mais aussi d'élargir ses champs d'action.
Le projet de décret créant un Conseil supérieur de l'éducation aux médias et assurant le développement d'initiatives et de moyens particuliers en la matière est approuvé en mai 2008.

## Bilan et moyens
En 2018, le CSEM déplore les moyens trop faibles qui lui sont accordés pour remplir ses missions et le manque d'intégration de l'éducation aux médias dans la formation scolaire. Son budget annuel de 1,1 million d'euros, non indexé depuis sa création dix ans auparavant, ne représente qu'un euro par élève, tous niveaux d'enseignement confondus, ou quelque 0,22 euro par citoyen de la Fédération Wallonie-Bruxelles.